# Синљин (Долина Аосте)
Синљин је насеље у Италији у округу Долина Аосте, региону Долина Аосте.
Према процени из 2011. у насељу је живело 44 становника. Насеље се налази на надморској висини од 1650 м.